# Harambe
Harambe var en gorilla, (født 27 maj 1999,) der blev skudt og dræbt i Cincinnati Zoo i USA den 28. maj 2016, da en lille dreng kravlede ned i hans bur. Zoo-folkene troede, at Harambe var ved at skade barnet, og skød ham derfor for at kunne redde drengen. 
Han er blevet foreviget i form af et Internet meme.